# Lancer du javelot masculin aux Jeux olympiques d'été de 1984
Navigation
Moscou 1980 Séoul 1988
L'épreuve du lancer du javelot masculin aux Jeux olympiques de 1984 s'est déroulée les 4 et 5 août 1984 au Memorial Coliseum de Los Angeles, aux  États-Unis.  Elle est remportée par le Finlandais Arto Härkönen.

## Résultats

### Finale
| Rang               | Athlète            | Pays                 | Essais | Essais | Essais | Essais | Essais | Essais | Marque  |
| Rang               | Athlète            | Pays                 | 1      | 2      | 3      | 4      | 5      | 6      | Marque  |
| ------------------ | ------------------ | -------------------- | ------ | ------ | ------ | ------ | ------ | ------ | ------- |
| Médaille d'or      | Arto Härkönen      | Finlande             | X      | 78.74  | 84.34  | 86.76  | X      | X      | 86.76 m |
| Médaille d'argent  | David Ottley       | Grande-Bretagne      | 85.74  | 81.52  | X      | X      | 83.92  | 84.46  | 85.74 m |
| Médaille de bronze | Kenth Eldebrink    | Suède                | X      | 80.28  | X      | X      | 83.72  | 83.30  | 83.72 m |
| 4                  | Wolfram Gambke     | Allemagne de l'Ouest | 82.00  | 82.46  | X      | 78.88  | X      | 72.08  | 82.46 m |
| 5                  | Masami Yoshida     | Japon                | X      | 81.98  | X      | 81.98  | 77.92  | 81.66  | 81.98 m |
| 6                  | Einar Vilhjálmsson | Islande              | 80.44  | 77.66  | 79.22  | 81.58  | X      | 79.26  | 81.58 m |
| 7                  | Roald Bradstock    | Grande-Bretagne      | 70.20  | 81.22  | 78.22  | 76.68  | X      | 78.82  | 81.22 m |
| 8                  | Laslo Babits       | Canada               | X      | X      | 80.68  | X      | X      | X      | 80.68 m |
| 9                  | Per Erling Olsen   | Norvège              | 73.64  | X      | 78.98  |        |        |        | 78.98 m |
| 10                 | Tom Petranoff      | États-Unis           | X      | X      | 78.40  |        |        |        | 78.40 m |
| 11                 | Duncan Atwood      | États-Unis           | 72.54  | 78.10  | X      |        |        |        | 78.10 m |
| 12                 | Jean-Paul Lakafia  | France               | X      | X      | 70.86  |        |        |        | 70.86 m |

## Légende
Records et Performances
- AR : Record continental (area record)
- CR : Record des championnats (championship record)
- MR : Record du meeting (meet record)
- NR : Record national (national record)
- OR : Record olympique (olympic record)
- PR : Record paralympique (paralympic record)
- PB : Record personnel (personal best)
- SB : Meilleure performance personnelle de la saison (season's best)
- WL : Meilleure performance mondiale de l'année (world leader)
- WJR : Record du monde junior (world junior record)
- WR : Record du monde (world record)

Circonstances et Conditions
- DNF : N'a pas terminé (did not finish)
- DNS : N'a pas pris le départ (did not start)
- DQ : Disqualification (disqualification)
- NM : Aucun essai valable enregistré (No Mark)
- Q : Qualifié « directement » au prochain tour (ou à la prochaine compétition), lors d'une compétition majeure, grâce au classement ou à la réalisation des minima (automatic qualifier)
- q : Qualifié au prochain tour (ou à la prochaine compétition), lors d'une compétition majeure, grâce au repêchage ou à la réalisation de l'une des meilleures performances parmi celles des « non qualifiés directement » (grâce au meilleur temps ou à la meilleure distance par exemple) (secondary qualifier)